# Вртекица
Вртекица (мкд. Вртекица) је насеље у Северној Македонији, у северном делу државе. Вртекица припада општини Студеничани, која окупља јужна предграђа Града Скопља.

## Географија
Вртекица је смештена у северном делу Северне Македоније. Од најближег већег града, Скопља, насеље је удаљено 20 km југоисточно.
Насеље Вртекица је у оквиру историјске области Торбешија, која се обухвата јужни обод Скопског поља. Насеље је смештено на северним падинама планине Китка. Јужно од насеља издиже се планина Китка. Надморска висина насеља је приближно 560 метара.
Месна клима је континентална.

## Становништво
Вртекица је према последњем попису из 2002. године имала 111 становника.
Претежно становништво у насељу су Албанци (100%).
Већинска вероисповест је ислам.